# De fabuleuze freak
De fabuleuze freak is het 330ste stripverhaal uit de reeks van Suske en Wiske. Het is geschreven door Peter Van Gucht.

## Personages
In dit verhaal spelen de volgende personages mee:
- Suske, Wiske, tante Sidonia, Lambik, Jerom, Carmencita Falasol, overvaller, bezoekers bar, barman, publiek, Lizzy, Mollie, Freddy, Neuzel, Cindy, vriend van Cindy

## Locaties
Dit verhaal speelt zich af op de volgende locaties:
- België, Xorodor

## Het verhaal
Lambik en Jerom willen geen van beiden de afwas doen en ze besluiten hulp in te huren. De hygiënische assistente denkt te maken te hebben met rijke vrijgezellen en wimpelt Lambik om haar vinger. Jerom vertelt tante Sidonia dat Lambik verloofd is met Cindy en de vrienden bellen Carmencita Falasol nadat Sidonia een zenuwinzinking heeft gehad. Suske en Wiske willen Cindy met eigen ogen zien, inmiddels laat zij Lambik het huishouden doen. Lambik vertelt dat hij gaat samenwonen met Cindy en zet, onder druk gezet door Cindy, Jerom de deur uit. Jerom kan ook niet terecht bij tante Sidonia, Carmencita vertelt dat haar toestand dit nog niet toelaat. Jerom besluit een plek in de stad te zoeken en verdrinkt zijn verdriet in een café en verslaat een overvaller. Dan stelt Freddy zich voor, hij is een freak en hoort bij een groep personen met bizarre lichamelijke kenmerken. Hij biedt Jerom een plek om te wonen in ruil voor zijn spierkracht en vertelt dat Jerom een circusact moet bedenken. Jerom gaat akkoord en gaat mee naar het circus.
Hij ziet Neuzel, hij kan vliegen door heel hard lucht uit zijn enorme neus te blazen. Ook ziet hij reptielenvrouw Lizzie, zij kan aan haar tong aan een schommel hangen. Mollie heeft handen als een mol en Jerom laat zien hoe hij met een auto kan jongleren. Carmencita vertelt Suske en Wiske dat de toestand van tante Sidonia, die inmiddels in het ziekenhuis is opgenomen, erg slecht is. Ze moet naar een revalidatiecentrum en kan de eerste weken geen bezoek ontvangen. Carmencita gaat terug naar Sprotje en zegt dat Jerom wel voor Suske en Wiske kan zorgen. Als Carmencita vertrokken is, ontvangen de kinderen een sms van Jerom. Hij begint een nieuw leven en vertrekt met de Freaks. Suske en Wiske gaan naar de Freaks en Jerom weigert voor hen te blijven. Dan besluiten de kinderen met het circus mee te reizen. Wiske ontdekt al snel dat de Freaks een geheim hebben en bespreekt dit met Jerom. Hij vraagt Freddy wat er aan de hand is en hoort dat enkele freaks vroeger hun geld verdienden in de misdaad.
Lambik leest in de krant dat Jerom in België komt optreden, hij verdient inmiddels erg veel geld als superster. Cindy zegt dat ze had gewild dat Jerom bij Lambik en haar inwoonde, zodat ze genoeg geld hadden voor haar luxe leven. Het geld van Lambik heeft ze inmiddels uitgegeven. Lambik en Cindy bezoeken het circus. Suske en Wiske gaan stiekem de geheimzinnige wagen van de Freaks binnen. Ze kunnen niks ontdekken en kunnen nog net ongezien ontkomen als Mollie de wagen afsluit. Cindy wil dat Lambik Jerom backstage opzoekt, maar Jerom is nog gekwetst en stuurt hen weg. Lizzie ontdekt dat zij de sleutel van de woonwagen kwijt is. De Freaks verdenken Suske en Wiske en besluiten de kinderen goed in de gaten te houden. Lambik ontdekt dat Cindy met zijn auto is weggegaan. Ze bezoekt Jerom en vertelt dat ze eigenlijk zijn vriendin wil zijn. Jerom weigert, maar vertelt dat Cindy wel tot zijn vriendengroep kan behoren en wordt door haar gekust. Lambik ziet dit toevallig gebeuren en stormt woedend op Cindy af, maar ziet een later dat ze een motorrijder kust en achter op deze motor stapt. Hij hoort dat ze met Jerom wil trouwen en daarna wil scheiden, het geld zal dan voor haar en haar liefje zijn.
Lambik besluit Jerom te waarschuwen, maar Jerom denkt dat Lambik jaloers is en gelooft niks van het verhaal. Lambik zet Cindy zijn huis uit en zegt dat hij Jerom niet laat bedriegen. Jerom stelt Cindy voor aan de Freaks en nadat ze de Freaks redt van een roekeloze automobilist wordt ze geaccepteerd. Suske en Wiske besluiten de woonwagen te onderzoeken en ontdekken dat het een soort laboratorium is. Er is echter een alarm geplaatst en de Freaks gaan zo snel ze kunnen richting het kamp. Wiske drukt op een rode knop, waardoor een ruimteschip zichtbaar wordt. De Freaks vertellen dat ze van de planeet Xorodar komen, ze werden geraakt door bliksem en stortten neer op aarde. Een gedeelte van de motor is verdwenen en de motor is gemaakt van puur goud. Ze wilden als circusartiesten genoeg geld verdienen om goud te kopen om de motor te herstellen en zo terug te keren naar hun planeet. Dit lukt niet, maar door de spectaculaire act van Jerom is er nu genoeg geld en Jerom kan de helft hiervan zelf houden. De kinderen horen dat zij meegenomen zullen worden naar Xorador, omdat ze van het bestaan afweten, waarna Suske en Wiske wegvluchten.
Suske en Wiske komen bij een autoverhuurder terecht en herkennen de auto van de roekeloze bestuurder. De autoverhuurder vertelt dat de auto was gehuurd door Cindy. Suske en Wiske beseffen dat Lambik gelijk had, Cindy is niet te vertrouwen. Ze willen Jerom waarschuwen, maar worden dan gevangengenomen door de Freaks. Inmiddels is Cindy met Jerom vertrokken, ze wil meteen met hem trouwen. De Freaks horen van de kinderen wat er aan de hand is en enkele Freaks besluiten te helpen. Ze laten de kinderen ontsnappen, zodat ze Jerom kunnen helpen. Suske en Wiske bellen Lambik en horen dat hij niet wil helpen. Lambik zegt gebeld te zijn door tante Sidonia en wil naar haar toe om alles goed te maken. Suske en Wiske beseffen dat dit niet kan kloppen, omdat tante Sidonia nog in afzondering is. Ze vermoeden een valstrik en besluiten Lambik te helpen. Ze zijn net op tijd om de vriend van Cindy tegen te houden, maar worden achternagezeten door de vriend van Cindy.
Als de Freaks horen dat de kinderen in levensgevaar zijn, besluiten ze te gaan helpen. Ze redden Lambik, Suske en Wiske en nemen de vriend van Cindy gevangen. Hij vertelt dat Cindy Jerom wil vergiftigen. Het zal lijken alsof hij aan hartproblemen is overleden en zij erft dan zijn fortuin. De Freaks laten de man gaan en hij neemt zich voor niet langer in de misdaad te blijven. Neuzel kan met zijn neus ruiken waar Jerom is en het ruimtevaartuig gaat op weg. Freddy kan met zijn ene oog door de wolken kijken en ziet dat Jerom bewusteloos op de grond ligt. Het ruimtevaartuig landt en de Freaks proberen Jerom te redden. Cindy wordt gevangengenomen door de Freaks en Jerom kan worden hersteld door de genezingsstraal in het ruimtevaartuig. Jerom en Lambik worden weer vrienden en Cindy vertelt dat ze spijt heeft. Ze is koopziek en doet alles om aan geld te komen, ze haat zichzelf daarvoor. De Freaks bieden aan om Cindy mee te nemen naar hun planeet en Jerom besluit zijn gedeelte van het geld te schenken, zodat er goud gekocht kan worden om de motor te herstellen. Inmiddels is tante Sidonia hersteld en de vrienden bezoeken haar. Lichtjaren daarvandaan moet Cindy de ramen lappen.